# Melica stricta
Melica stricta är en gräsart som beskrevs av Henry Nicholas Bolander. Melica stricta ingår i släktet slokar, och familjen gräs. Inga underarter finns listade i Catalogue of Life.

## Bildgalleri

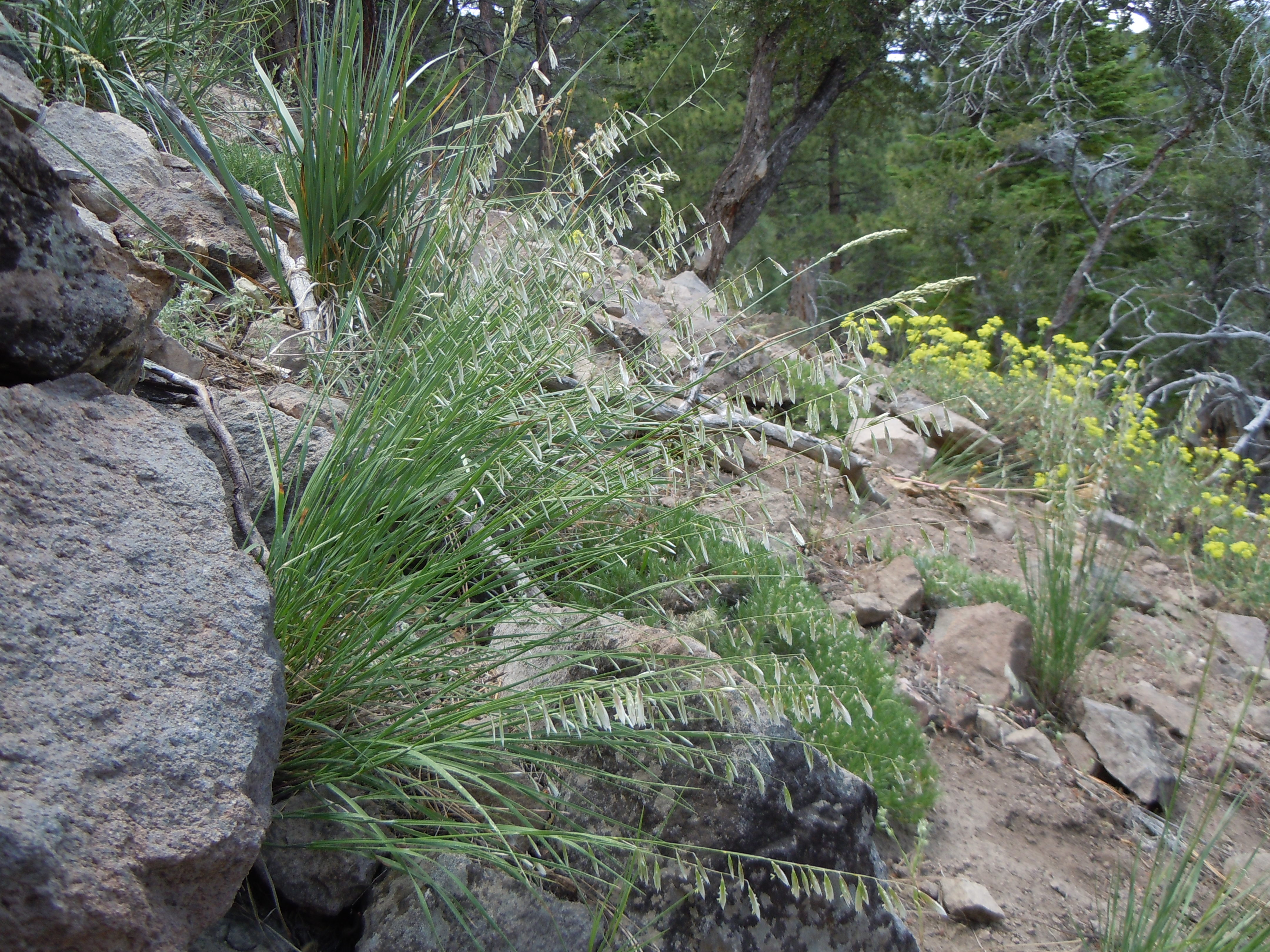
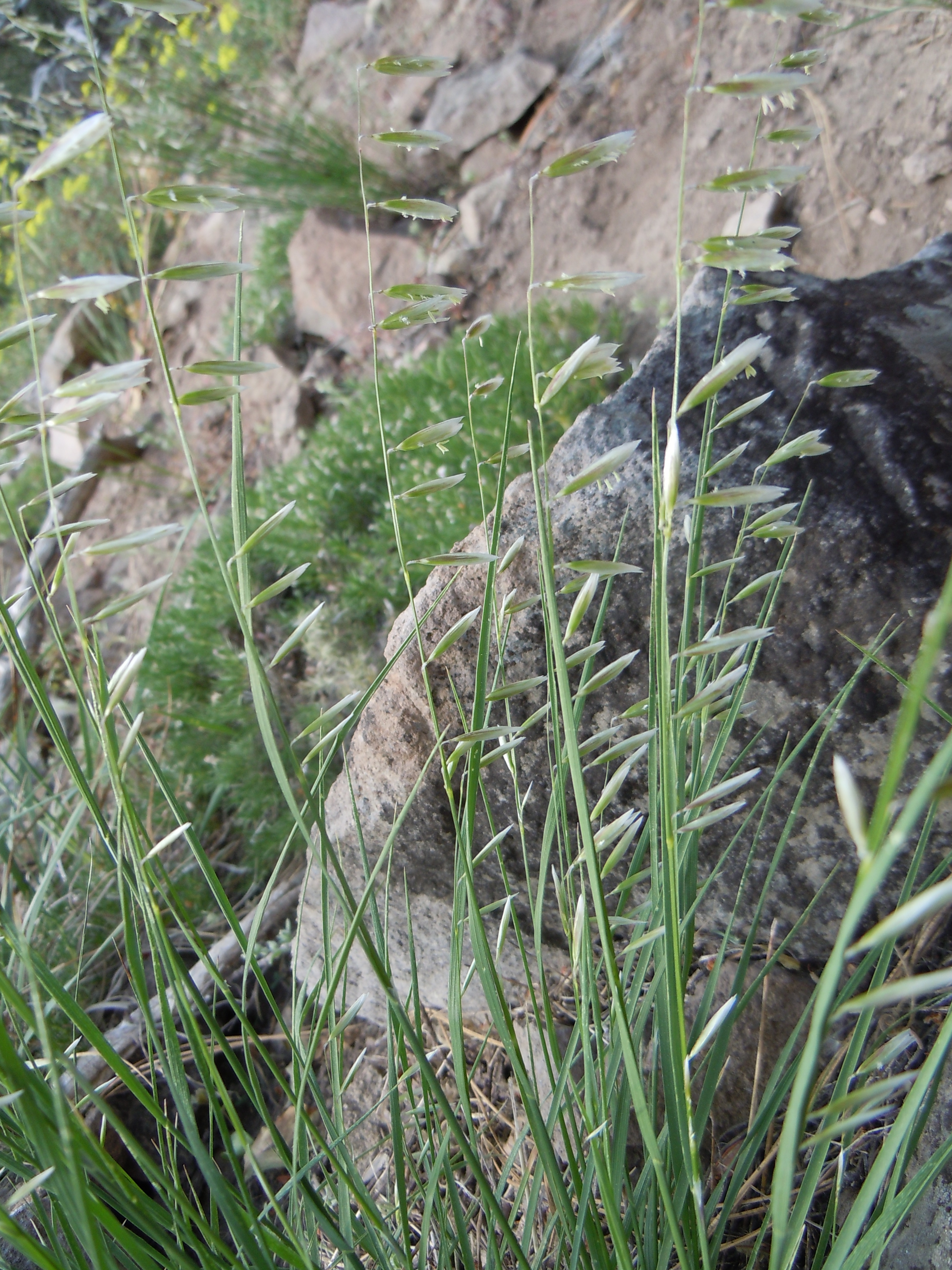
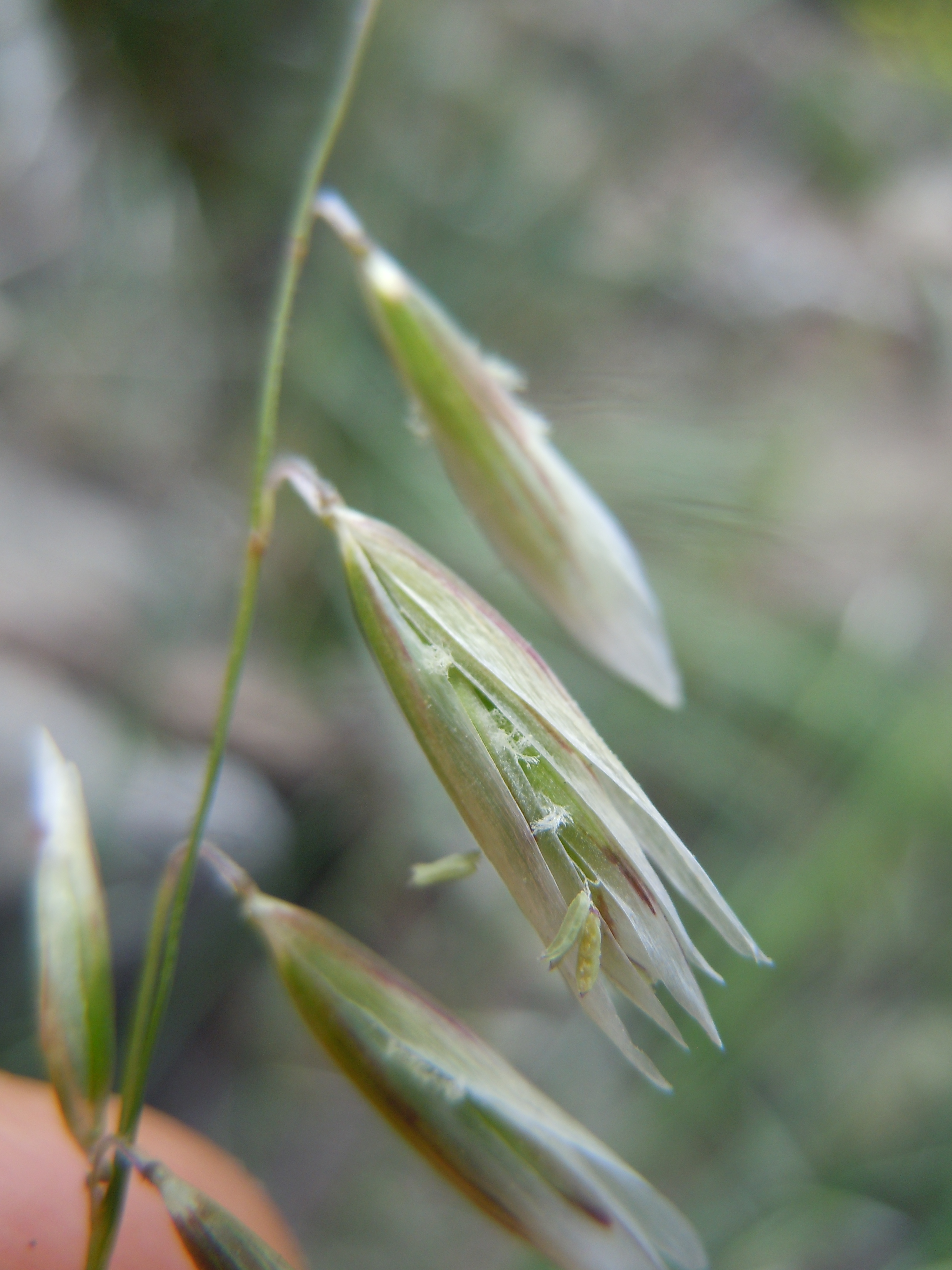
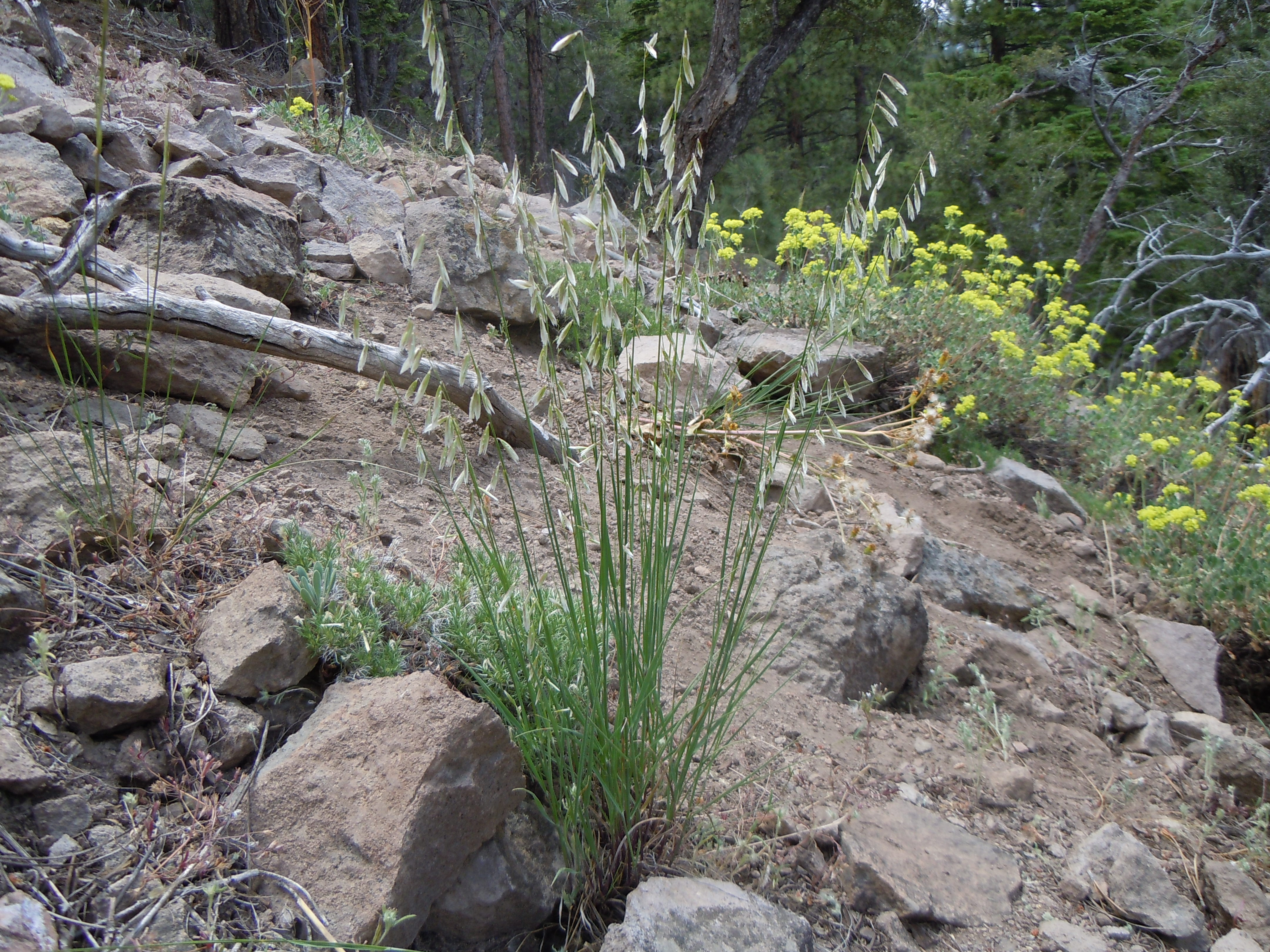